# Aartsbisdom Gniezno

Bisdommen in Polen
14. Aartsbisdom Gniezno
15. Bisdom Bydgoszcz
16. Bisdom Włocławek

Het aartsbisdom Gniezno (Latijn: Archidioecesis Gnesnensis, Pools: Archidiecezja Gnieźnieńska) is een in Polen gelegen rooms-katholiek aartsbisdom met zetel in de stad Gniezno. De aartsbisschop van Gniezno is primaat van Polen en metropoliet van de kerkprovincie Gniezno waartoe ook de volgende suffragane bisdommen behoren:
- bisdom Bydgoszcz (Bydgoszcz)
- bisdom Włocławek (Włocławek)

## Geschiedenis
Het aartsbisdom Gniezno werd opgericht op initiatief van de Poolse hertog en later koning Bolesław I en in het jaar 1000 door keizer Otto III onafhankelijk verklaard. Gniezno werd als aartsbisdom direct onder het gezag van de paus in Rome geplaatst. Dit gebeurde op het moment dat Otto op bedevaart was in Gniezno bij het graf van zijn goede vriend, de martelaar Adalbert van Praag. Keizer Otto deed dit in overleg met paus Silvester II. Radim Gaudentius, de broer van Adalbert, werd de eerste aartsbisschop.
Tegelijkertijd werden de suffragane bisdommen Kołobrzeg, Kraków en Wrocław opgericht en binnen de kerkprovincie Gniezno geplaatst. Vanaf ongeveer 1075 behoorde het bisdom Poznań eveneens tot Gniezno. In 1136 bevestigde paus Innocentius II de positie van de aartsbisschop van Gniezno met de Bul "Ex commisso nobis". Hiermee werd de onafhankelijkheid van de Kerk in Polen bezegeld. De aartsbisschop van Gniezno kroonde de koningen van Polen en is sinds 1412 primaat van Polen. Vanaf 1572 was de primaat tevens regent wanneer de troon van het Pools-Litouwse Gemenebest vacant was.
Bij pauselijke bul De Salute Animarum van 16 juli 1821 werd het bisdom Wroclaw door paus Pius VII uit de kerkelijke provincie van Gniezno verwijderd en onder direct gezag van de Heilige Stoel geplaatst. Van 1821 tot 1946 waren de aartsbisdommen Gniezno en Poznań in een personele unie aan elkaar verbonden. In 1946 volgde een personele unie met het aartsbisdom Warschau. Deze personele unie werd opgeheven met de herstructurering van de Poolse bisdommen door de apostolische constitutie "Totus Tuus Poloniae populus" van 25 maart 1992 door paus Johannes Paulus II.

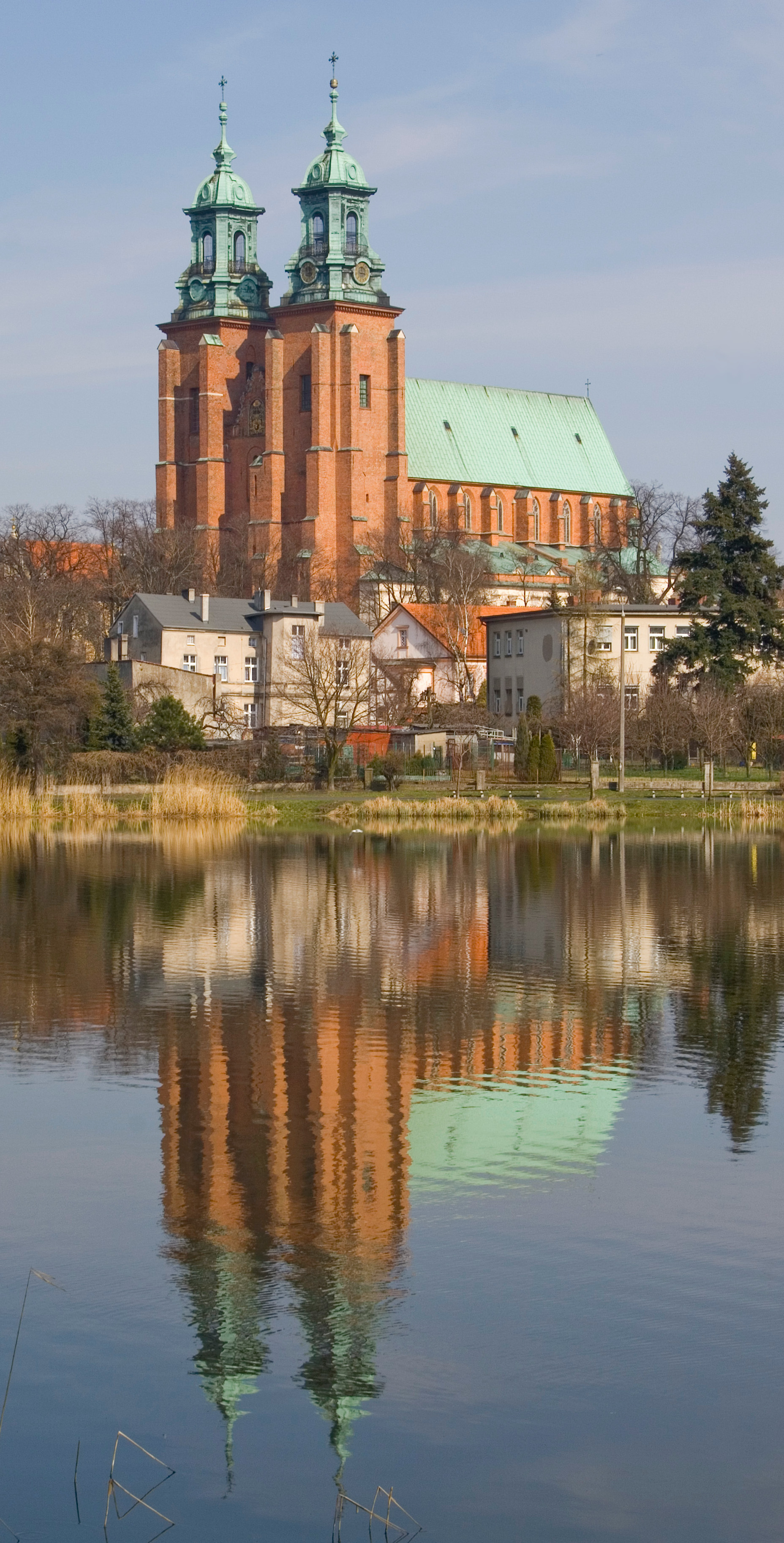
Kathedraal van Gniezno
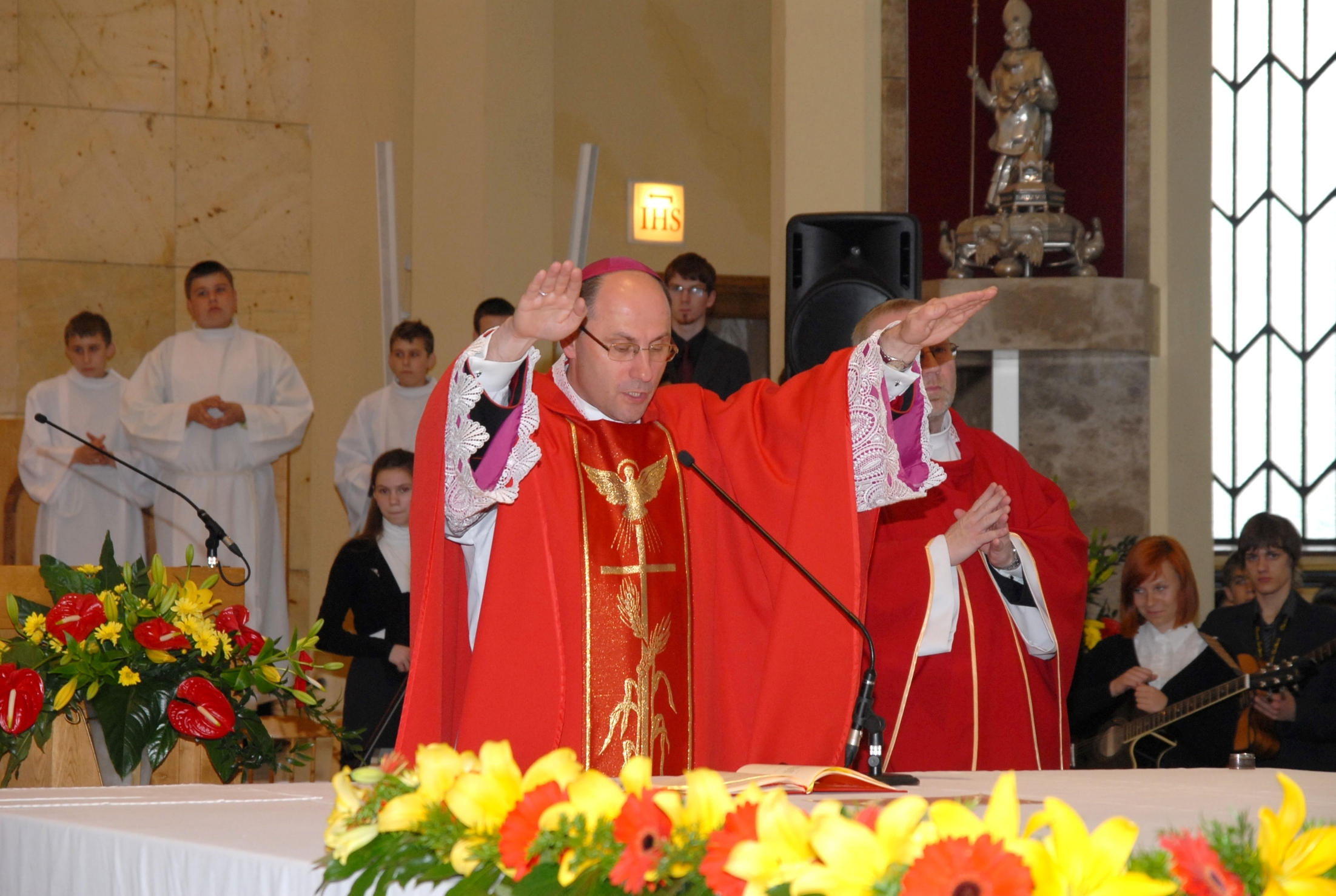
Aartsbisschop Polak